# Доротея Шарлотта Бранденбург-Ансбахская
Доротея Шарлотта Бранденбург-Ансбахская (нем. Dorothea Charlotte von Brandenburg-Ansbach; 28 ноября 1661, Ансбах — 15 ноября 1705, Дармштадт) — маркграфиня Бранденбург-Ансбахская, ландграфиня Гессен-Дармштадтская.

## Биография
Доротея Шарлотта — дочь маркграфа Бранденбург-Ансбаха Альбрехта II и его второй супруги Софии Маргариты Эттинген-Эттингенской, дочери графа Иоахима Эрнста Эттинген-Эттингенского.
1 декабря 1687 года в Дармштадте Доротея Шарлотта вышла замуж за ландграфа Эрнста Людвига Гессен-Дармштадтского, которые ещё в течение года находился под опекой своей матери Елизаветы Доротеи Саксен-Гота-Альтенбургской.
Доротея Шарлотта, рьяная приверженка пиетизма, оказывала значительное влияние на супруга, прежде всего, по религиозным вопросам. В тесном сотрудничестве с Филиппом Якобом Шпенером ей удалось привить пиетизм при дворе и университете. После смерти Доротеи Шарлотты Эрнст Людвиг решительно отверг пиетизм. Ландграфиня похоронена в княжеской гробнице городской церкви Дармштадта.

## Потомки
- Доротея София (1689—1723), замужем за графом Иоганном Фридрихом Гогенлоэ-Эрингенским (1683—1765)
- Людвиг VIII (1691—1768), ландграф Гессен-Дармштадта, женат на графине Шарлотте Кристине Ганау-Лихтенбергской (1700—1726)
- Карл Вильгельм (1693—1707)
- Франц Эрнст (1695—1717)
- Фридерика Шарлотта (1698—1777), замужем за ландграфом Максимилианом Гессен-Кассельским (1689—1753)